# 沙姆萨巴德 (法鲁卡巴德县)
沙姆萨巴德（Shamsabad）是印度北方邦法鲁卡巴德县的一个城镇。总人口23584（2001年）。

## 人口
该地2001年总人口23584人，其中男性12440人，女性11144人；0—6岁人口4224人，其中男2177人，女2047人；识字率43.44%，其中男性为49.98%，女性为36.13%。